# Wajigasch

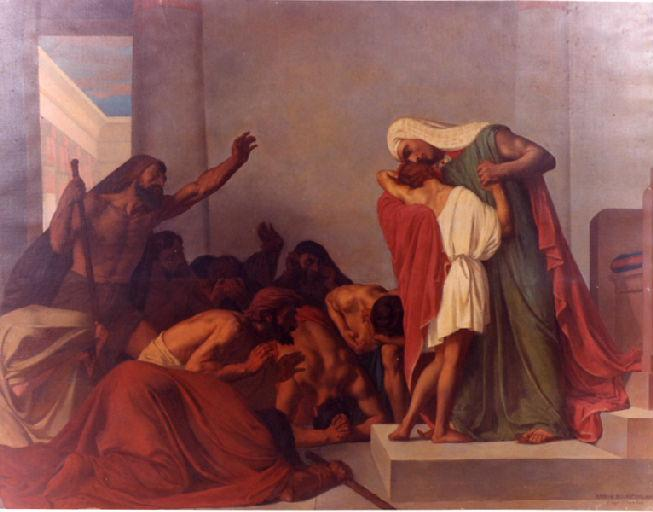
Josef wird von seinen Brüdern erkannt (Léon Pierre Urbain Bourgeois, 1863)

Wajigasch (Biblisches Hebräisch וַיִּגַּשׁ ‚Und er = Juda trat hin‘) bezeichnet einen Leseabschnitt (Parascha oder Sidra genannt) der Tora und umfasst den Text Genesis/Bereschit 44,18–47,27 (44,18–34 , 45 , 46 , 47,1–27  – ELB-Links: 44,18–34 , 45 , 46 , 47,1–27 ).
Es handelt sich um die Sidra des 1. oder 2. Schabbats im Monat Tewet.

## Wesentlicher Inhalt
- Juda weist auf das Leid hin, das den Vater Jakob treffen würde, wenn Benjamin, der jüngste Bruder, nicht zu ihm heimkehrte, und bittet darum, statt seiner als Sklave dem Josef dienen zu dürfen.
- Josef lässt alle Fremden den Raum verlassen und gibt sich unter lautem Weinen seinen Brüdern zu erkennen, die er, reich ausgestattet mit Geschenken, heimreisen lässt, um den Vater zu holen.
- Jakob kommt mit seiner Großfamilie nach Ägypten, wird vom König empfangen und segnet diesen.
- Jakob und seine Familie erhalten das Land Goschen zum Wohnsitz.
- Josef erwirbt während der Hungersnot gegen Getreide ägyptischen Boden für den Pharao, ein Fünftel des Ertrags soll dem Pharao abgeliefert werden. Nur den Priestern verbleibt ihr Eigentum.

## Haftara
Die zugehörige Haftara ist Ezechiel 37,15-28 .